# 盲学校、聾学校及び養護学校高等部学習指導要領
盲学校、聾学校及び養護学校高等部学習指導要領（もうがっこう、ろうがっこうおよびようごがっこうこうとうぶがくしゅうしどうようりょう）とは、かつて文部省が告示していた特殊教育諸学校高等部における学習指導要領のことである。
2007年4月の特別支援学校制度開始に伴い、2009年3月に特別支援学校高等部学習指導要領として文部科学省により告示(2007年4月時点で、実質的に特別支援学校高等部学習指導要領へ読替)されることになった。このため、2013年4月入学者以降は、特別支援学校高等部学習指導要領が施行される形で学年進行により対応する形となるため、2015年3月で失効状態となった（ただし、2009年4月入学者より一部先行導入のうえで実施しているため、2011年3月卒業者より一部施行された状態で教育された生徒が巣立っている状況となっていた）。

## 概要
盲学校、聾学校及び養護学校高等部学習指導要領は、特別支援学校高等部で実際に教えられる内容とその詳細について、学校教育法施行規則の規定を根拠に定めていた。この他、盲学校、聾学校及び養護学校幼稚部教育要領、盲学校、聾学校及び養護学校小学部・中学部学習指導要領があった。
現在でも、小学校学習指導要領、中学校学習指導要領、高等学校学習指導要領、幼稚園教育要領は存在する。